# 14632 Flensburg
För andra betydelser, se Flensburg (olika betydelser).
14632 Flensburg eller 1998 VY33 är en asteroid i huvudbältet som upptäcktes den 11 november 1998 av den amerikanske astronomen Norbert Ehring i Bornheim. Den är uppkallad efter den tyska staden Flensburg.
Asteroiden har en diameter på ungefär 7 kilometer.